# Hiša Surena
Velika hiša Surenasa oz. Surena je ena iz sedmih velikih hiš v antičnem Iranu, skupaj s hišo Karenajcev pa ena izmed dveh vladajočih velikih hiš v obdobju vladavine Partov.

## Zgodovina
Glava družine Surenajcev je v 3. stoletju pr. n. št. dobil čast, da okrona prvega partskega kralja Irana. To tradicijo kronanja so obdržali skozi vse obdobje partske države tudi njegovi nasledniki. V času vzpona Sasanidov so Surenajci ostali ena izmed sedmih partskih velikih hiš in prisegli zvestobo novi sasanidski oblasti. Surenajci so zadnjič atestirani v 9. stoletju n. št., ko je zadnji znani član te aristokratske rodbine v izgnanstvu služil kot vojaški častnik v severni Kitajski.
Surenajci so bili zemljiški gospodje v Sakastanu, regiji med Arahosijo in Drangijano v današnjem jugovzhodnem Iranu. Sistan oz. Sakastan je bil njihova osebna država znotraj iranskega imperija. Najbolj znan član družine Surenajcev je partski vojaški poveljnik Suren, ki je odločilno premagal številčno štirikrat močnejšo rimsko vojsko v bitki pri Karhi.